# Shivalaya
Shivalaya è un sottodistretto (upazila) del Bangladesh situato nel distretto di Manikganj, divisione di Dacca. Si estende su una superficie di 199,07 km² e conta una popolazione di 143.842 abitanti (dato censimento 1991).